# Iakov Lizogoub
Iakiv Lyzohoub
Iakov Iefimovitch Lizogoub (russe contemporain : Яков Ефимович Лизогуб) ou Iakiv Ioukhymovytch Lyzohoub (ukrainien : Яків Юхимович Лизогуб), né en 1675 à Helmiaziv et mort le 24 janvier 1749 à Saint-Pétersbourg, est un militaire, hetman et cosaque.

## Biographie
Né dans une famille de Tchernihiv, du colonel Yakovych Lyzohub et de Lyubov Petrivna Dorochenko. Il fit ses études à l'Académie Mohyla de Kiev, il avait une carrière militaire, colonel du régiment de Tchernihiv ,puis fut emprisonné par Pierre le Grand avec Pavlo Poloubotok, Vassyl Jurakovsky et Danylo Apostol en 1723. Après la mort de  Danylo Apostol en 1734, il fit partie du gouvernement des cosaques avec Alexei Chakhovskiy, Ivan Baryatinskiy ou Alexander Roumyantsev. Lors de la Guerre de Succession de Pologne (1733-1738) contre Stanislas Leszczynski, agissant comme hetman, il prit la tête de dix mille cosaques. Il participait aussi à la guerre austro-russo-turque de 1735-1739 et particulièrement à la prise de Perekop avec Burckhardt Christoph von Münnich.
Il repose au cimetière du monastère Saint-Alexandre-Nevski.